# Бисмалит
Бисмалитът е вертикално, цилиндрично или конусовидно плутонично тяло със закръглено напречно сечение, подобно на лаколита, което пресича съседни седиментни скали. Формированието се отнася към типа на несъгласните интрузии, т.е. пресича пластовете на скалите, в които се вмества. Името му произлиза от гръцките думи βύσμα, означаваща „запушалка“ и λίθος със значение „камък“. Названието му е дадено от Идингс през 1898 година. Обикновено бисмалитът е съставен от гранити и гранодиорити и се отнася към типа на несъгласните интрузии.
Образуването му е свързано с пробивното действие на плитко заложена магма, която все още не е успяла да достигне до земната повърхност. Представлява късен стадий от формирането на лаколит – надграждането му или вместването в него. Формата е усложнена от цилиндрично хорстовидно повдигане на пластовете над него. Образуването му се дължи на нова, прииждаща отдолу, силновискозна магма, която се инжектира в съществуващ лаколит. Тъй като страничното разпространение по пластовете е ограничено от вискозитета, тя се движи нагоре. Под силата на налягането ѝ сводът на лаколита се разпуква, магмата се излива през новообразуваните фрактури и формира цилиндрично или конусовидно тяло над него. Може дори да достигне до повърхността на земята или до края на дебелината на седиментни скали, като ги повдига във формата на купол.
Склоновете на бисмалита са разделени с дълбоки цепнатини, тъй като изливането става през самостоятелни фрактури на върха, а сводът на лаколита между тях остава недокоснат. По този начин при по-дълбоки цепнатини диаметърът му става по-голям. В зависимост от разположението на тези фрактури, бисмалитът може да бъде симетричен или асиметричен.